# Slims River
Der Slims River (Ä’äy Chù) war ein gletschergespeister Fluss im kanadischen Territorium Yukon. Bis 2016 entsprang der Fluss im Kaskawulsh-Gletscher, hatte eine Breite von 320 bis 640 m und mündete 24 km nördlich im Kluane Lake. Von dort floss er in das Beringmeer.
Im Frühjahr 2016 änderte sich im Lauf von vier Tagen (26. bis  29. Mai) der Wasserfluss am Kaskawulsh-Gletscher. Der Gletscher wurde durch das ständige Abtauen infolge des wärmeren Klimas brüchig und es öffnete sich eine Spalte im Eis. Seitdem fließt das Wasser nicht mehr durch den Fluss in den Kluane Lake und der Pegel des Sees fällt. Das Wasser fließt nun komplett in den Kaskawulsh River, der dadurch extrem anstieg. Von dort fließt er weiter in den Alsek River und dann in den Golf von Alaska. Forscher schreiben dies der globalen Erwärmung zu. Dies ist das erste Mal, dass eine vom Klimawandel verursachte Flusslaufänderung durch den Menschen als solche erkannt wurde. Die Umleitung wurde durch die geologische Besonderheit möglich, dass sich die Gletscherzunge auf einer Wasserscheide befindet.
Der Slims River wurde nach einem Packpferd benannt, das im Kluane-Goldrausch 1903 in den Fluss stürzte. Der Alaska Highway kreuzt bei Meile 1065 (Kilometer 1704) die Mündung des Flusses in den See.